# أوفر ذا إيدج (1999)
أوفر ذا إيدج 1999 (بالإنجليزية: Over the Edge 1999) مهرجان من مهرجانات المصارعة المحترفة لعام 1999، من إنتاج الاتحاد العالمي للمصارعة الحرة ويُختصر بـدبليو دبليو إف (دبليو دبليو إي وفقًا لاسمه الحالي) أقيم في 23 مايو 1999، بمدينة كانساس في الولايات المتحدة وفق نظام الدفع مقابل المشاهدة.
كان من المقرر أن يلعب أوين هارت تحت اسم ذا بلو بليزر وأن ينزل من سقف المبنى إلى الحلبة كبطلٍ خارق ليواجه ذا غود فاذر على حزام بطولة القارات، غير أن انكسار المشبك الذي كان أوين معلقًا به أدّى إلى سقوطه من ارتفاع 24 مترًا في الحلبة ليتوفى على إثر ذلك. ثارت انتقادات فيما بعد ضد رئيس الاتحاد فينس مكمان بسبب مواصلته للعرض بعد الحادث. ورفع كلٌ من أرملة أوين مارثا هارت وأطفاله ووالداه دعوى قضائية ضد الاتحاد مدّعين أن سوء التخطيط للمشهد الخطير كان سببًا لوفاة أوين. وقد جرى تسوية القضية خارج المحكمة بدفع دبليو دبليو إف 18 مليون دولار أمريكي للمدّعين. بسبب الحادث والجدل الذي اكتنفه أوقفت سلسلة مهرجانات أوفر ذا إيدج. ولم تصدر نسخة منزلية للمهرجان حتى إطلاق شبكة دبليو دبليو إي في عام 2014، حيث أصدرت نسخة معدلة مُسحت منها أي إشارة إلى وفاة أوين.
في العرض الرئيسي للمهرجان، هزم أندرتيكر ستيف أوستن وفاز بلقب بطولة دبليو دبليو إف في مباراة فردية، في حين كان (فينس مكمان وشين مكمان حكمين خاصّين). من بين ست مباريات مجدوَلة غير رئيسية ‏، حظيت اثنتان منها باستقبال أفضل. الأولى كانت مباراة فردية هزم فيها ذا روك تربل إتش بالإبطال، والأخرى كانت انتصار فريق الاتحاد (مانكايند، كين شامروك، بيغ شو وتست) على وزارة الشركات (فيسرا، بيغ بوس مان والمعاونين (برادشو وفاروق) في مباراة فرق التبادل من ثمانية مصارعين بنظام الاستبعاد.

## القصة

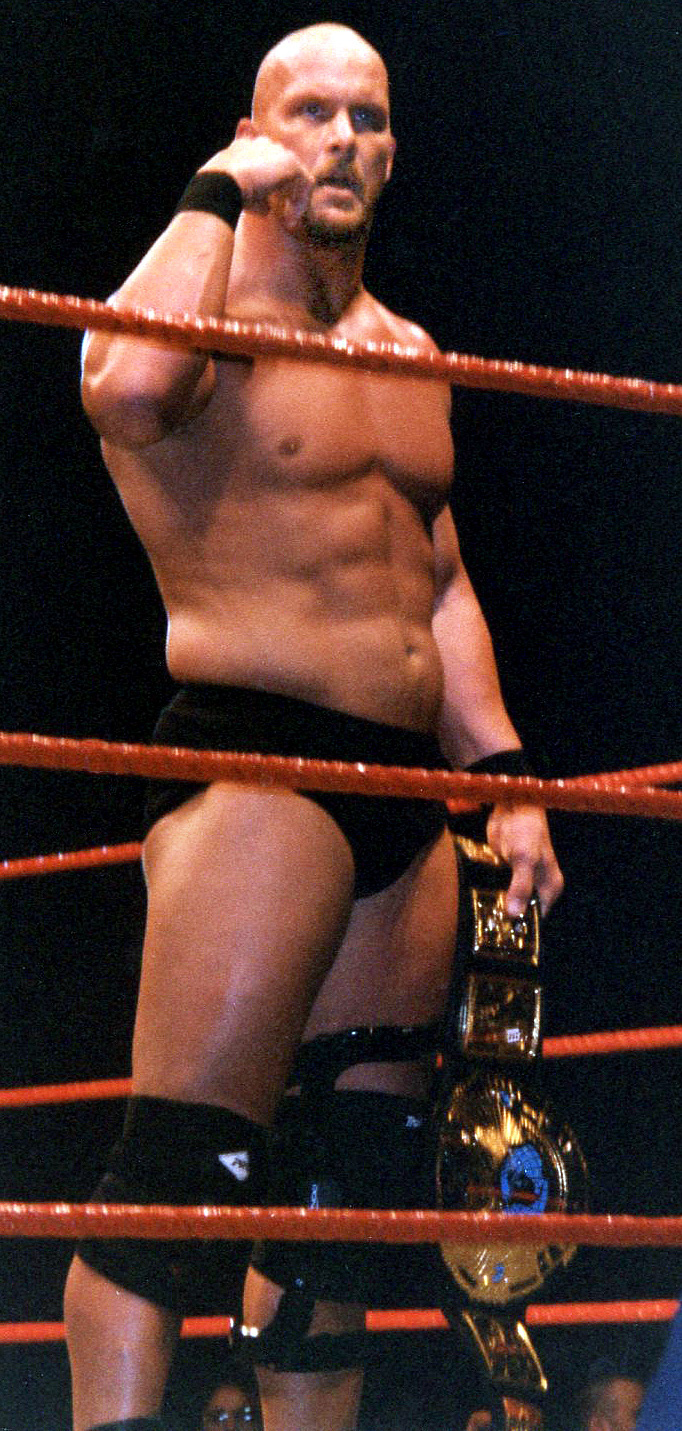
حامل لقب البطولة ستون كولد ستيف أوستن.

قصص أوفر ذا إيدج الرئيسية واصلت الأحداث التي بدأت في مهرجان باكلاش السابق الذي أقيم في 25 أبريل 1999، في سلسلة مهرجانات دبليو دبليو إف ضمن نظام الدفع مقابل المشاهدة، حيث خطف أندرتيكر ستيفاني مكمان ابنة الرئيس فينس مكمان. وطلب مقابل إعادة ستيفاني فرض سيطرته على منظمة المصارعة، إلّا أن حامل لقب البطولة ستيف أوستن أحبط خططه وأنقذ ستيفاني وحرم أندرتيكر من حصوله على الفدية. هذا التدخل، كان سببًا في خلق عداء بين الاثنين، ورُتِّب لحسم هذا العداء في مباراة على اللقب بمهرجان أوفر ذا إيدج، حيث شارك مكمان وابنه شين الذي انحاز لأندرتيكر كحكمين خاصين. في بادئ الأمر، عين شين نفسه حكمًا للمباراة لكن مفوض دبليو دبليو إف شون مايكلز جعل فينس يشارك أيضًا بالتحكيم لضمان تكافؤ الفرص. عززت دبليو دبليو إف هذا العداء بين أندرتيكر وستيف أوستن من خلال جعلهما يهاجمان بعضهما بعضًا في برامجهما قبل انطلاق مواجهتهما الحاسمة في المهرجان. في 3 مايو 1999 تدخل أندرتيكر وفريق وزارة الشركات في مباراة عرض راو بين أوستن وذا روك حيث رمى أندرتيكر ستيف أوستن من على مدخل المسرح وبعدها بأسبوعين أفلت أوستن حامل اللقب من يدي أندرتيكر الذي كان يريد تقييده بالصليب الذي أنزل إلى الحلبة، وبدلا من ذلك استطاع هو أن يكبل منافسه على الصليب الذي رفع لاحقا فوق الحلبة.
عداوة أخرى بلغت ذروتها في أوفر ذا إيدج، شملت تربل إتش وذا روك حيث رُتِّبت لهما مباراة يتواجهان فيها ضمن المهرجان. تدخل تربل إتش في إحدى مباريات ذا روك ثم ألقى به من فوق مدخل المسرح، حيث أصيب ذا روك وأدّى الأمر إلى تجبير ذراعه. من ناحية أخرى، تصرف شين مكمان، كشريك في ملكية الحلبة وحليف لتربل إتش مما زاد من اضطهاد ذا روك، خاصة حين منعه من ارتداء الجبيرة في أوفر ذا إيدج.
تضمن مهرجان الدفع مقابل المشاهدة التنافس بين فريقي وزارة الشركات والاتحاد. تشكل فريق وزارة الشركات باندماج فريق الشركة مع فريق وزارة الظلام. تكونت وزارة الشركات، من فيسرا، بيغ بوس مان وفرقة المعاونين المكونة من برادشو وفاروق. طيلة شهر مايو تدخل فريق الوزارة في مباريات مانكايند، كين شامروك، بيغ شو وتست، ومن باب الثأر والدفاع شكل الأربعة فريق الاتحاد. واصلت دبليو دبليو إف تعزيز العداء بين هؤلاء لعدة أسابيع، حيث جمعت جميع هؤلاء الثمانية مصارعين بمباريات متفرقة في 10 مايو 1999. هذه العداوة أدت إلى
الترتيب لإقامة مباراة فرق التبادل بنظام الاستبعاد بين الفريقين في أوفر ذا إيدج.
نزاعات أخرى أعلن عنها شملت إقامة مباراة بين بيلي غن ضد زميله السابق رود دوغ، ومباراة بين ذا بلو بليزر ضد حامل لقب بطولة القارات ذا غود فاذر، كذلك مباراة بين مارك هنري ودل براون من جهة ضد حاملي لقب بطولة العالم للفرق الثنائية كين وإكس باك. أيضًا جرى الجمع بين هاردكور هولي ضد آل سنو في مباراة هاردكور فردية على لقب هاردكور، ورتب لمباراة فرق مختلطة تبارى فيها فال فينيس ونيكول باس ضد جيف جاريت وديبرا.

## الحدث
| الدور:            | الاسم:         |
| ----------------- | -------------- |
| التعليق الإنجليزي | جيم روس        |
| التعليق الإنجليزي | جيري لولر      |
| التعليق الإسباني  | كارلوس كابريرا |
| هيوغو سافينوفيتش  |                |
| التقديم           | كيفن كيلي      |
| التقديم           | مايكل كول      |
| مذيع الحلبة       | هوارد فينكل    |
| الحكام            | مايك كيودا     |
| الحكام            | إيرل هيبنر     |
| الحكام            | تيودور لونغ    |
| الحكام            | تيم وايت       |

قبل بدء أحداث المهرجان وبثه مباشرةً في شبكات الدفع مقابل المشاهدة، بُثت حلقة من ساندي نايت هيت على يو إس إيه نيتورك، حيث هزم ميت برايان كريستوفر، بينما هزمت فرقة هاردي بويز (مات هاردي وجيف هاردي) غولدست وذا بلو ميني، وهي المباراة التي شهدت بعد انتهائها تدخل فريق ذا برود ‏ حيث غسلوا هاردي بويز وهايز بالدماء. في النزال الأخير، تقاتل فينس مكمان وميديون بلا مباراة، عندها هاجم فريق وزارة الشركات فينس وكسروا كاحله بغية منعه من تحكيم مباراة العرض الرئيسي.
تشكل كادر معلقي المهرجان من جيم روس وجيري "ذا كينغ" لولر بالإنجليزية، وبالإسبانية من كارلوس كابريرا وهيوغو سافينوفيتش، واختير هوارد فينكل ليكون مذيع الحلبة. شمل كادر التحكيم تيم وايت، مايك كيودا وتيودور لونغ. أمّا كادر المسؤولين، فكان من بينهم فينس مكمان، بات باترسون وجيرالد بريسكو.

### المباريات التمهيدية
بدأ المهرجان بالبث ضمن نظام الدفع مقابل المشاهدة بعد انتهاء بث حلقة ساندي نايت هيت، حيث افتتح بمباراة للفرق الثنائية على حزام بطولة دبليو دبليو إف للفرق الثنائية، دافع فيها كين وإكس باك عن اللقب ضد مارك هنري ودل براون. خلال المباراة، رفع هنري إكس باك وضرب ظهره بالعمود الفولاذي بجوار الحلبة، بعدها هاجم براون وهنري بشكل متزامن إكس باك، مما قاد كين إلى القفز من أعلى زاوية الحلبة على براون وهنري. بعد عودة المنافسين إلى داخل الحلبة، أدى كين حركة شوك سلام بهنري، حيث رفعه من رقبته وأسقطه على أرضية الحلبة، وقام بتثبيت هنري، لتنتهي المباراة باحتفاظ كين وإكس باك بحزام بطولة دبليو دبليو إف للفرق الثنائية.
أمّا المباراة التالية، فكانت مباراة هاردكور حيث لا تتيح الاستبعاد أو العد خارج الحلبة. وجمعت حامل لقب بطولة هاردكور آل سنو ليدافع عن لقبه ضد هاردكور هولي. بدأ هولي وسنو مباراتهما في الحلبة لكنهما انتقلا يتصارعان في ساحة المدرجات. من هناك ذهبا إلى مسرح الكواليس، ثم إلى أكشاك الأكل قبل عودتهما مرة أخرى إلى الحلبة. وحُسمت المباراة حين رفع سنو هولي على أكتافه وألقى به على طاولة خشبية، ثم نجح بتثبيته، ليحتفظ سنو بلقب بطولة دبليو دبليو إف للهاردكور.

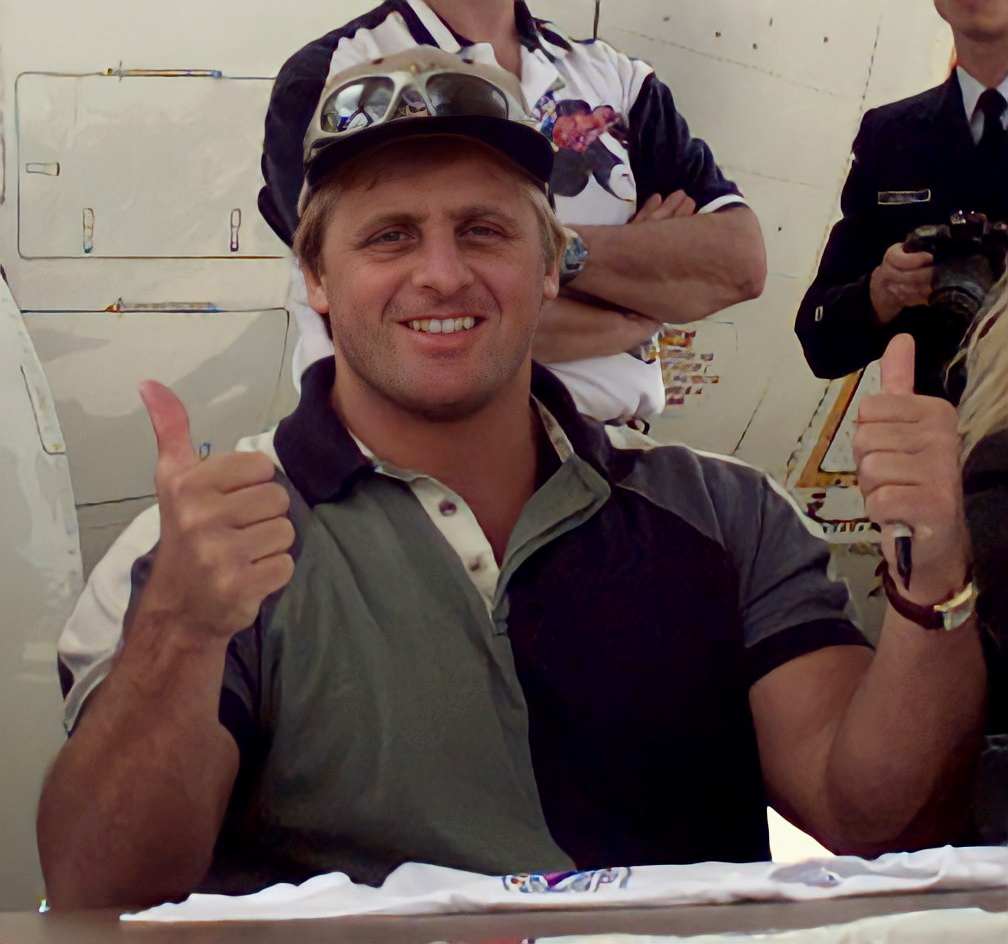
في الصورة، أوين هارت الذي سقط ولقي حتفه قبل بدء مباراته على حزام بطولة القارات ضد ذا غود فاذر.

كانت المباراة التالية المقررة، مباراة فردية على حزام بطولة القارات بين حامل اللقب ذا غود فاذر وذا بلو بليزر. أصبحت هذه المباراة قبل أن تبدأ الحدث الأبرز في المهرجان، حيث شهدت سقوط هارت في الحلبة من على ارتفاع 24 مترًا بسبب تفكك مشبك حزام الحماية الذي كان يلسبه أثناء نزوله من سقف المبنى. سارع مسعفو طب الطوارئ بنقله إلى المستشفى، حيث أعلن عن وفاته عند وصوله إليها. وقد توقف العرض لمدة خمس عشرة دقيقة حتى استئنافه بمباراة فرق مختلطة تبارى فيها فال فينيس ونيكول باس ضد جيف جاريت وديبرا. في لحظة ما حاول جاريت ضرب باس بالغيتار، غير أن فينيس أخذ الغيتار بعيدًا وأسقط ‏ جاريت على أرضية الحلبة وثبته. وفي المباراة الرابعة لتلك الليلة، هزم بيلي غن زميله السابق في الفرق الثنائية رود دوغ بعد أن ضربه بمطرقة حارس الوقت.

### المباريات الرئيسية

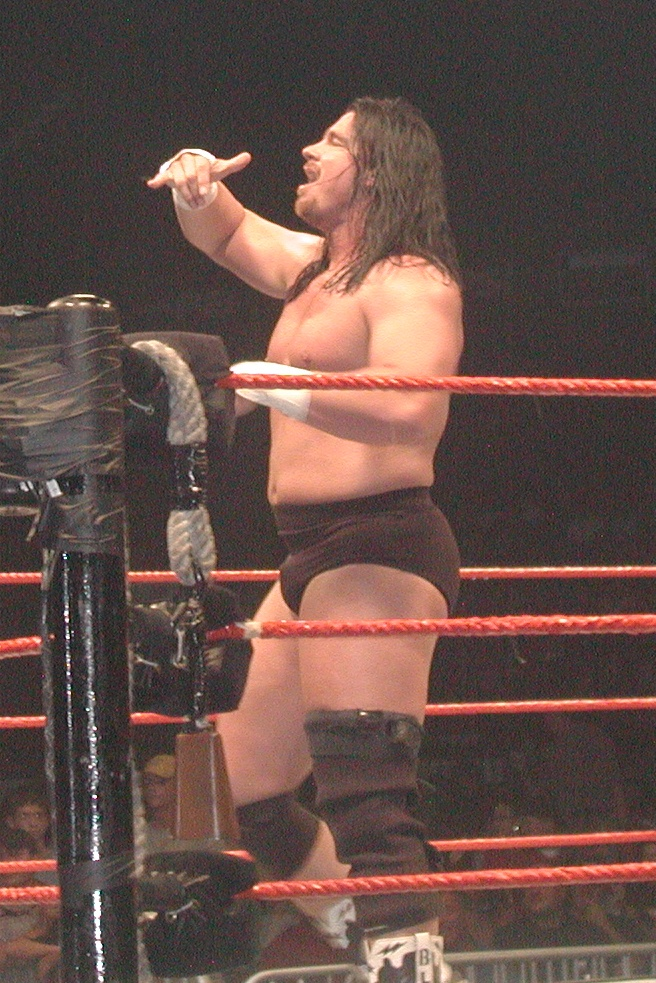
برادشو، أحد أفراد فريق وزارة الشركات.

ضمن المباريات الرئيسية، كانت المباراة الخامسة مباراة فرق التبادل من ثمانية مصارعين بنظام الاستبعاد بين فريقي الاتحاد ووزارة الشركات. خسر تست واستبعد بعد أن نفذ برادشو حركته القاضية كلوزلاين من الجحيم به ثم قام بتثبيته. لاحقًا اُستبعد برادشو بعد أن استسلم من حركة كين شامروك القاضية آنكل لوك ‏. عقب ذلك مباشرة استبعد شامروك بسبب فقدان الأهلية نتيجة لمهاجمته للحكم. ثم استبعد فاروق بالتثبيت بواسطة بيغ شو عقب تنفيذ حركة شوك سلام به. ولم يبق سوى عضو واحد من كل فريق بعد أن فشل كل من فيسرا وبيغ شو بالعودة إلى الحلبة بغضون عشر ثواني، ونتيجة لذلك استبعدا بالعد. وانتهت المباراة بفوز فريق الاتحاد بعد أن أرغم مانكايند بيغ بوس مان على الاستسلام بحركته القاضية مانديبيل كلو ‏. في هذه اللحظة، أعلن جيم روس للمشاهدين في المنازل عن خبر وفاة أوين هارت.
آخر مباراة سبقت مباراة المهرجان الرئيسية، جمعت بين تربل إتش وذا روك، حيث استهدف تربل إتش طوال المباراة ذراع ذا روك المصابة، وقرب نهاية المباراة، طلب تربل إتش من مرافقته شينا أن تجلب له كرسيًا حديديًا، غير أن الحكم انتزع الكرسي منه، مما أدى إلى مشادة بين تربل إتش والحكم؛ ثم دفع تربل إتش الحكم أرضا، فأوقف الحكم المباراة معلنًا فوز ذا روك. بعد المباراة سارع مانكايند إلى الحلبة لإنقاذ ذا روك من تربل إتش وشينا.
أمّا حامل اللقب ستيف أوستن، فقد واجه ذا أندرتيكر في مباراة المهرجان الرئيسية، دفاعًا عن لقبه. في بادئ الأمر كان من المفترض أن يكون شين وفينس مكمان حكمين خاصين في المباراة، إلا أن كسر كاحل فينس مكمان في وقت سابق من المهرجان أدّى إلى استبداله بمساعده بات باترسون، كي يمنع شين من مساعدة ذا أندرتيكر. إلا أن باترسون لم يتمكن من مواصلة المباراة بعد أن نفذ ذا أندرتيكر حركة شوك سلام به. وقد تصارع ستيف أوستن وذا أندرتيكر دونما نتيجة إلى أن قام أوستن بضرب ذا أندرتيكر على رأسه بكرسي حديدي، ثم سارع إلى تثبيت ذا أندرتيكر، ما أدّى إلى مجيء جيرالد بريسكو وهو مساعد آخر لفينس مكمان جاء إلى الحلبة ليحل محل باترسون ويحسب محاولة التثبيت الفاشلة، وكرفيقه باترسون، هوجم بريسكو من قبل ذا أندرتيكر. بعدها أتى فينس إلى الحلبة ليقوم بنفسه بدور الحكم. نفذ أوستن بقوة حركته القاضية ستنر على أندرتيكر لكن شين منع فنيس من العد حتى الثلاثة. أثناء مشادة بين فنيس وشين وأوستن، دفع شين فنيس نحو أوستن الذي وقع في حركة تثبيت بواسطة ذا أندرتيكر، حيث قام شين بالعد السريع ليمنح أندرتيكر الفوز ولقب بطولة دبليو دبليو إف.

## حادثة موت أوين هارت

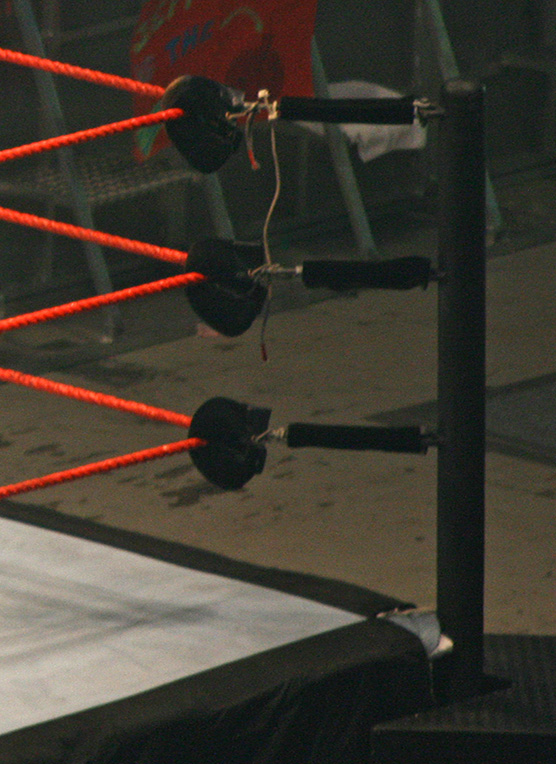
مشابك الحلبة

في المباراة الثالثة التي كانت مقررة في المهرجان، كان مرتبًا لأوين هارت أن يلعب بصفته ذا بلو بليزر، ضد ذا غود فاذر على حزام بطولة القارات. ذا بلو بليزر كانت أساسًا شخصية هارت في أواخر ثمانينيات القرن العشرين، وجرى مؤخرًا إحياؤها كبطل خارق لخداع مختلف المصارعين. في أوفر ذا إيدج كان على هارت أن يقلد طريقة دخول شون مايكلز في راسلمينيا 12 ودخلة مصارع دبليو سي دبليو ستينغ بالنزول من سقف المبنى إلى الحلبة. جُربت الطريقة بنجاح في 15 نوفمبر 1998، في حلقة من ساندي نايت هيت (قبل عرض سرفايفر سيريس ذلك العام باستخدام حزام مختلف للحماية من السقوط)؛ ومع ذلك أثناء نزول هارت في أوفر ذا إيدج، انفصل الحبل الذي كان يحمله عن سترة الأمان التي كان يرتديها، ليسقط من على ارتفاع يزيد عن 24 مترًا من سقف المبنى إلى أرضية الحلبة، وعند سقوطه وقع على صدره أولًا على إحدى مشابك الحلبة. لم يشاهد مشاهدو التلفزيون الحادث، حيث كان يعرض فيديو حوار مسجل مسبقًا في بداية نزول هارت، وعندما عاد البث المباشر لحظة سقوط هارت، أُبعدت الكاميرات بسرعة عن الحلبة نحو الجمهور.
 بعد ذلك بقليل أعلن جيم روس أحد معلقي المهرجان، لمشاهدي شبكة الدفع مقابل المشاهدة أن هارت سقط من السقف، قائلا: الحادث «لم يكن ضمن خطة الترفيه هذه الليلة»، لقد كان «موقفًا حقيقيًا».
جاء المسعفون إلى هارت وقاموا بإنعاشه، لكن لم يُظهر هارت الذي أصيب بجروح بالغة أي استجابة، ما دفعهم إلى إخراجه على نقالة إلى سيارة إسعاف نقلته إلى مستشفى قريب في مدينة كانساس.
توقف العرض لمدة خمس عشرة دقيقة بسبب الحادث، إلى أن قرّر فينس مكمان ومسؤولون آخرون في دبليو دبليو إف مواصلة المهرجان. وقد بدا الحزن على زملاء هارت في العمل، من المصارعين المحترفين وموظفي الاتحاد الآخرين خلال مواصلتهم العمل بعد سقوطه. بعد ساعة من استئناف المهرجان، أبلغ روس مشاهدي شبكة الدفع مقابل المشاهدة أن هارت توفي في مستشفى قريب عن عمر ناهز 34 عامًا. لم يُعلن للجماهير الحاضرين عن أي بيانات حول ما حدث لهارت، ولم يُبلّغوا بخبر وفاته مثلما بُلّغ مشاهدو الشبكة.

## التداعيات

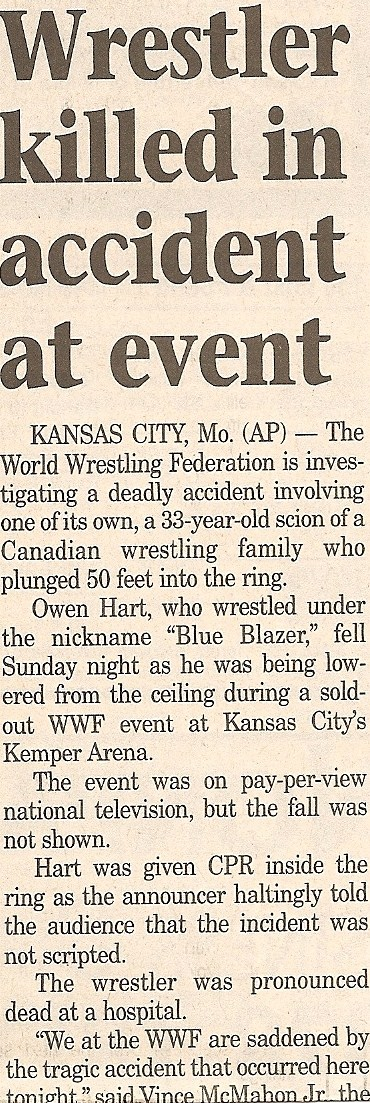
خبر وفاة أوين هارت في الجريدة

ألغت دبليو دبليو إف نتيجةً لوفاة أوين هارت، العرض المعاد من أوفر ذا إيدج ضمن نظام الدفع مقابل المشاهدة، كذلك ألغت أربعة عروض مباشرة في كندا وعرضًا واحدًا في إلينوي. ونتيجةً لحادث الوفاة، لم تصدر نسخة منزلية من المهرجان على أشرطة الفيديو أو الدي في دي. في عام 2014، ظهرت نسخة معدلة من المهرجان على شبكة دبليو دبليو إي، حيث أزيلت أي إشارة إلى ذا بلو بليزر، كما أزيلت لاحقًا الفقرات الخاصة بذا بلو بليزر من العرض التمهيدي الذي سبق المهرجان ضمن حلقة ساندي نايت هيت الذي أضيفت حلقاته إلى شبكة دبليو دبليو إي في عام 2018.
في 24 مايو 1999، اليوم التالي للمهرجان جرى تكريم هارت في عرض راو إز وور، الذي عقد في سانت لويس، وفي عرض دبليو سي دبليو مونداي نايترو، الذي عقد في غرينفيل، وسميت ليلة التكريم من قبل دبليو دبليو إف بـ «راو إز أوين» (راو هي أوين)، وهو العرض الذي توقفت فيه جميع القصص والخصومات وأقيمت فيه عشر مباريات بعد أن أعطي المصارعون حق عدم اللعب في المباريات إن أرادوا ذلك. كذلك تضمن العرض مقابلات وشهادات من زملائه في العمل والنقاط البارزة في مسيرته الاحترافية.
في بداية حفل التكريم، تجمع المصارعون والموظفون والحكام ومدراء الأعمال ومسؤولو اتحاد دبليو دبليو إف عدا أندرتيكر وكين واقفين في منحدر مدخل الحلبة، ودعا هوارد فينكل إلى قرع جرس الحلبة عشر مرات تحيةً لأوين.
تحدث مانكايند عن أوين وعن علاقة الأخير بعائلته وزوجته وبناته، وكيف كان المصارع المُفضّل عند ابنه. كما قرأ مارك هنري قصيدةً كتبها من أجل أوين، ولم يتمالك نفسه من البكاء. انتهى بث الحلقة برفع أوستن عبوة بيرة نخبًا لأوين، متجهًا نحو صورته المعروضة على شاشة عرض الحلبة، ثم ترك الحلبة بعد أن وضع العبوة على أرضها. غياب أندرتيكر كان ملحوظًا حيث قرّر زيارة صديقه في الحياة الواقعية بريت هارت لتعزيته. نالت حلقة التكريم تقييم 7.2 بحسب تقديرات نيلسن، مما جعلها أعلى حلقة خاصة تقييمًا بين حلقات راو الخاصة ‏، وثالث أعلى حلقة تقييمًا بين جميع حلقات راو.
في 4 أكتوبر 1999، بعد خمسة شهور من الحادثة، واجه بريت هارت المصارع كريس بنوا في مباراة خاصة ضمن عرض دبليو سي دبليو نايترو تكريمًا لأخيه. المباراة أقيمت في نفس صالة عرض مهرجان أوفر ذا إيدج.
كانت مراسم جنازة أوين هارت قد أقيمت يوم 31 مايو 1999، في مدينة كالغاري في ألبرتا الكندية وحضرها أفراد أسرته وأصدقاؤه وأكثر من 300 مصارع ممن عرفوه. في وقت لاحق من ذات اليوم بعد انتهاء مراسم الجنازة، دُفن أوين بمقبرة كوينز بارك في كالغاري. وكتب بريت هارت شقيق أوين في مذكراته أنه أُبلغ من أحد أفراد شرطة المدينة أن فنيس مكمان طلب منهم حمايته في حال «أصبحت منفعلًا». التقى بريت مع فينس قبل مراسم الجنازة في إحدى حدائق كالغاري وتحدثًا لساعتين، حيث تحدث فينس بأنه ليس لديه تفاصيل عمّا حدث، وحين سأله بريت عن سبب استكمال العرض بعد الحادثة، قال مكمان: «قرار استكمال العرض كان بسبب عدم معرفتنا بما علينا فعله في تلك اللحظات»، وأضاف مكمان لبريت: «هذا أسوأ ما حدث في عالم المصارعة لأفضل شخص دخل لهذا العالم».
بعد ثلاثة أسابيع رُفعت دعوى قضائية من طرف أرملته وأطفاله وأبويه ضد دبليو دبليو إف للتسبب بوفاة أوين بسبب سوء التخطيط للمشهد الخطير؛ وادعوا أن جهاز الحماية من السقوط كان معيوبًا. بعد أن استمرت الدعوى القضائية لعام ونصف، جرى التوصل إلى تسوية يوم 2 نوفمبر 2000، حيث وافقت دبليو دبليو إف على أن تدفع لأرملته وأطفاله ووالديه 18 مليون دولار. وجهت الدعوى تهمًا لمصنع أجهزة الحماية من السقوط أيضًا، لكن استبعد المصنع من القضية بعد التوصل إلى التسوية.

### ما بعد المهرجان
كان من المقرر أن يفوز أوين هارت (بشخصيته البديلة «ذا بلو بليزر») بلقب بطولة دبليو دبليو إف للقارات على ذا غود فاذر في أوفر ذا إيدج. بعد المهرجان بأسبوع في عرض راو، فاز جيف جاريت ثنائي أوين وصديقه الحميم باللقب بعد أن ضرب ذا غود فاذر بحزام ديبرا لبطولة دبليو دبليو إف للنساء، ثم قام بالهتاف باسم «أوين هارت» عندما أعطي حزام بطولة دبليو دبليو إف للقارات.
كذلك بدأت عداوة بين ذا روك وأندرتيكر على لقب بطولة دبليو دبليو إف بعد انتهاء أوفر ذا إيدج، وبلغت ذروتها بعد أن هزم ذا روك كل من أندرتيكر وتربل إتش في مباراة التهديد الثلاثي، ليكسب مباراة على لقب بطولة دبليو دبليو إف ضد أندرتيكر في مهرجان كنيغ أوف ذا رينغ. في مهرجان كنيغ أوف ذا رينغ أندرتيكر هزم ذا روك واحتفظ بلقبه. ستيف أوستن انخرط في خصومة مع فينس وشين مكمان للانتقام منهم لتدخلهما خلال مباراته في أوفر ذا إيدج. خسر أوستن المباراة في مهرجان كنيغ أوف ذا رينغ وحقه الـ50% بالتحكم بشركة دبليو دبليو إف، لكن قبل ذلك كان قد جدول لنفسه مباراة على اللقب ضد أندرتيكر يوم 28 يونيو من العام نفسه، حيث فاز أوستن بالمباراة واللقب. في الأخير، نشأ عداء بين أوستن ومانكايند وتربل إتش على لقب دبليو دبليو إف مما قاد العداء إلى مباراة في مهرجان سمر سلام، وفاز مانكايند هناك بلقب دبليو دبليو إف.

## ردود الأفعال
وجهت لفينس مكمان والاتحاد العالمي للمصارعة انتقادات شديدة لتصميم المشهد الخطير والسماح باستمرار المهرجان بعد سقوط أوين هارت. في 31 مايو 1999، ضمن عموده الأسبوعي في جريدة كالغاري صن — جريدة كبرى تصدر في مسقط رأس هارت — ألقى بريت هارت باللوم على فينس مكمان لوفاة شقيقه. «تساءل، هل كان المشهد ضروريًا حقًا؟» وقال «عارٌ عليك، فينس مكمان». كذلك ادّعى أن عرض التكريم «تفوح منه رائحة عدم الاحترام» قائلًا: «نعم، ما يسمى تكريم حيث يقوم المصارعين بعد ذلك بالإشارة إلى أعضاء التناسل ويقولون "مصها!" يجعلني أشعر بالغثيان». فرد آخر من أفراد عائلة هارت ألقى باللوم كذلك على فينس مكمان لموت أوين، كان الحادث نتيجة حتمية بسبب «هوس رفع التقييم والإيرادات». أثناء وجوده في كالغاري لحضور جنازة أوين صرح هولك هوغان «كلي أمل أن يحدث شيء جيد. تجاوزت المصارعة حدودها أكثر من اللازم،» وأضاف في إشارة إلى مكمان «أرجو أن يستقي العبرة من هذا الحادث المريع». رالف كلاين رئيس وزراء مقاطعة ألبرتا آنذاك، عبر عن أمله أن تسفر حادثة وفاة أوين إلى تغييرات في المصارعة وصرح «ربما الاتحادات المختلفة ستعيد التفكير في الحِيَل».
أما إريك فرانسيس كاتب العمود في جريدة كالغاري صن فقد وصف قرار مكمان بمواصلة المهرجان «بالمقرف والمهين والمروع. لكن ماذا عساك أن تتوقع من دبليو دبليو إف؟» وأضاف «إذا كانت هناك أي عدالة في العالم سيدفع مكمان الثمن غاليًا لما قامت به مؤسسته بتعريض عائلة هارت لمزيد من الألم». كما استاءت بعض الجماهير من قرار مواصلة المهرجان. أحد الأشخاص الذين غادروا المهرجان مع أطفاله عند السماع بوفاة أوين، صرح: «كان من المثير للإشمئزاز للأطفال أن يروا الحادث، في ظل ما يسمى بالترفيه العائلي، ليواصلوا المهرجان وكأن شيئًا لم يحدث، أمر مُحزن». مارثا هارت زوجة أوين رفضت انتقاد مكمان علانية في الفترة التي تلت حادثة وفاة زوجها. وصرحت «بالتاكيد يجب أن يحضر» مكمان الجنازة. كذلك صرحت «أنا متسامحة جدًا، ولست حقودة، ولكن سيكون هناك يوم للحساب».
وتعليقًا على قرار الاتحاد العالمي للمصارعة مواصلة المهرجان بعد حادثة وفاة زوجها، صرحت «بعدما خسر معركته للبقاء على قيد الحياة، قاموا بانتشاله وأعطوا الأوامر لبدء المباراة التالية. أين الإنسانية؟ أكان سيريد للمهرجان أن يستمر؟ بالتأكيد لا».
تلقت دبليو دبليو إف بعض الدعم من الأشخاص الذين شعروا أن الشركة فعلت الصواب بمواصلة المهرجان. فينس روسو كاتب السيناريو في دبليو دبليو إف آنذاك، أشار إلى أن بريان بيلمان صديق عائلة هارتس وأحد أعضاء مؤسسة هارت توفي قبل فترة وجيزة من مهرجان باد بلود: في منزلك الذي كان مقررًا أن يُجرى في عام 1997، حيث واصل كلٌّ من بريت وأوين هارت مبارياتهما في المهرجان، حتى بعد أن علما بوفاة بيلمان. وادّعى روسو: «أنا متأكد إن أوين كان سيريد نفس الشيء أن يحصل في الليلة التي توفي فيها». فينس مكمان رفض التعليق على وفاة هارت حتى ينقضي وقت كافٍ، وعندما سُئل عما إذا كان يرى نفسه المسؤول عن الحادث، أجاب «لدي الكثير لأقوله وسأقوله. أعدك بذلك. ولكن الآن ليس الوقت المناسب لفعل ذلك.... أمهلني بضعة أيام. أمهلني لنهاية الأسبوع. بعدها سنتحدث». في اليوم التالي عقب انتهاء مهرجان أوفر ذا إيدج، نشرت دبليو دبليو إف بيانًا في جريدة كالغاري صن صرحت فيه: «نحن لا نملك الكثير من المعلومات حول كيفية حدوث الحادث ولن نعلم حتى انتهاء التحقيق. إننا جميعًا مصدومون، والقول أن أوين سيُفتقد غير كافٍ للتعبير بشكل تام عما كان يعنيه لنا.» وعلى الرغم من أنه دبليو دبليو إف لم تنشر معلومات عن الحادث، أفادت: «كل تعازينا وصلواتنا لأجل عائلة هارتس. علينا أن نكون أقوياء من أجل أوين؛ لقد كان إنسانًا استثنائيًا ومؤديًا بارعًا ويعلم أن أعلى تكريم يمكننا القيام به هو أن نستمر بتسلية الجماهير الذين أحبهم كثيرًا».
كان ديفي بوي سميث صهر أوين هارت آنذاك، قد صرح قبل إقامة الجنازة: «إن حادثة وفاة أوين كانت مجرد حادثة ولم تكن غلطة أحد.» وبعد ذلك، في سبتمبر من نفس العام، تعاقدت دبليو دبليو أف مع ديفي بوي سميث، للقيام بحملة علاقات عامة تعفي الاتحاد من أي مسؤولية عن حادثة الوفاة.

## النتائج
| رقم | النتائج | الشروط                                                                         | الوقت |
| --- | --- | ------------------------------------------------------------------------------ | ----- |
| 1H | مايت (مع جاكلين مور، ريان شامروك وتيري رونلز) هزم برايان كريستوفر (مع سكوتي تو هوتي)                        | مباراة فردية                                                                   | -     |
| 2H | هاردي بويز (جيف هاردي ومات هاردي) (مع هايز) هزما ذا بلو ميني وغولدست                                        | مباراة فرق                                                                     | -     |
| 3H | ميديون (مع بيغ بوس مان، برادشو، فاروق وفيسرا) ضد فينس مكمان (مع جيرالد بريسكو وبات باترسون) انتهت بلا نتيجة | مباراة فردية                                                                   | -     |
| 4 | كين وإكس باك (حاملي اللقب) هزما دل براون ومارك هنري (مع أيفوري)                                             | مباراة فرق على حزام بطولة دبليو دبليو إف للفرق الثنائية                        | 14:44 |
| 5 | آل سنو (حامل اللقب) (مع الرأس) هزم هاردكو هولي                                                              | مباراة هاردكور على حزام بطولة هاردكور                                          | 12:53 |
| 6 | نيكول باس وفال فينيس هزما ديبرا مارشال وجيف جاريت                                                           | مباراة فرق مختلطة                                                              | 06:07 |
| 7 | بيلي غن هزم رود دوغ                                                                                         | مباراة فردية                                                                   | 11:14 |
| 8 | الاتحاد (بيغ شو، كين شامروك، مانكايند وتست) هزموا وزارة الشركات (بيغ بوس مان، برادشو، فاروق وفيسرا)         | مباراة فرق التبادل بنظام الاستبعاد                                             | 14:58 |
| 9 | ذا روك هزم تربل إتش (مع شينا) بالإبطال                                                                      | مباراة فردية                                                                   | 11:41 |
| 10 | ذا أندرتيكر (مع بول بيرر) هزم ستون كولد ستيف أوستن (حامل اللقب)                                             | مباراة فردية على لقب بطولة دبليو دبليو إف مع فينس مكمان وشين مكمان كحكام خاصين | 22:58 |
| - (c) – تشير إلى البطل (الأبطال) عند بداية المباراة - H – تشير إلى أن المباراة تم بثها قبل بدء بث الدفع مقابل المشاهدة ساندي نايت هيت | |                                                                                |       |

### المعلومات الكاملة للمراجع
باللغة الإنجليزية
- Scott Keith (2008). Dungeon of Death: Chris Benoit and the Hart Family Curse (بالإنجليزية). Citadel; First Edition (published 1 Nov 2008). p. 120. ISBN:978-0-8065-3562-3. Archived from the original on 2020-09-14. Retrieved 2020-09-12.
- Keith Elliot Greenberg (2000). Pro Wrestling: From Carnivals to Cable TV (Lerner's Sports Legacy Series) (بالإنجليزية). Lerner Pub Group (published 1 Aug 2000). p. 29. ISBN:978-0-8225-3332-0. Archived from the original on 2020-09-14. Retrieved 2020-09-12.
- Robert Picarello (2002). Monsters of the Mat (بالإنجليزية). Penguin Group (published 6 Aug 2002). p. 29. ISBN:978-0-4251-8594-0. Archived from the original on 2020-09-14. Retrieved 2020-09-12.
- مارثا هارت (2004). Broken Harts: The Life and Death of Owen Hart (بالإنجليزية). M. Evans & Company (published 8 Jan 2004). p. 21-22. ISBN:978-1-5907-7036-8. Archived from the original on 2020-09-14. Retrieved 2020-09-12.
- بوكر تي; Andrew William Wright (2015). Booker T: My Rise To Wrestling Royalty (بالإنجليزية). Medallion Press (published 10 Mar 2015). p. 111. ISBN:978-1-6054-2704-1. Archived from the original on 2020-09-14. Retrieved 2020-09-12.
- Bryan Alvarez (2019). 100 Things WWE Fans Should Know & Do Before They Die (بالإنجليزية). Triumph Books; Illustrated Edition (published 16 Jul 2019). p. 106. ISBN:978-1-6293-7693-6. Archived from the original on 2020-09-14. Retrieved 2020-09-12.
- James Dixon; Arnold Furious (2014). The Complete Wwf Video Guide Volume V (بالإنجليزية). lulu.com (published 3 Apr 2014). p. 35. ISBN:978-1-2918-1693-8. Archived from the original on 2020-09-14. Retrieved 2020-09-12.
- ميك فولي (1999). Have a Nice Day: A Tale of Blood and Sweatsocks (بالإنجليزية). Regan Books. p. 308. ISBN:0-06-039299-1. Archived from the original on 2022-04-09. Retrieved 2020-09-12.
- بريت هارت (2008). Hitman: My Real Life in the Cartoon World of Wrestling (بالإنجليزية). Grand Central Publishing (published 8 Oct 2008). p. 489-488. ISBN:978-0-0919-3286-2. Archived from the original on 2020-09-14. Retrieved 2020-09-12.
- كين (2019). Mayor Kane: My Life in Wrestling and Politics (بالإنجليزية). Center Street; Illustrated (published 26 Nov 2019). p. 47. ISBN:978-1-5460-8584-3. Archived from the original on 2020-09-14. Retrieved 2020-09-12.
- DK (2020). WWE Encyclopedia of Sports Entertainment New Edition (بالإنجليزية). DK (published Sep 2020). p. 47. ISBN:978-1-4654-9787-1. Archived from the original on 2020-09-14. Retrieved 2020-09-12.

## روابط خارجية
- أوفر ذا إيدج على موقع IMDb (الإنجليزية)
- أوفر ذا إيدج على موقع قاعدة بيانات الفيلم (الإنجليزية)
- أوفر ذا إيدج على موقع كينوبويسك (الروسية)